# ヘーゲル主義者の一覧
ヘーゲル主義者の一覧は、ヘーゲル主義者（ヘーゲリアン）と呼ばれている哲学者の一覧である。ドイツの哲学者ヘーゲルの哲学に影響されて哲学を展開した者・ヘーゲル哲学の解釈・解説に努めた者、歴史や政治などに応用した者など、現在にいたるまで多少なりともヘーゲル哲学に影響された者は多い。なお、ヘーゲル研究以外の成果がメジャーである人物も多く載せているため、他の分野（哲学者以外も含めて）のカテゴリと重複している場合もある。

## ヘーゲル学派（第1世代）
この時期のヘーゲル主義者の区分は厳格なものではなく、研究者などによって異なる。特に中央派と右派に関しては流動的である。学派の分裂を促したダーフィト・シュトラウスのほか、20世紀の哲学者カール・レーヴィットなども試みているので、留意されたい。

### 老ヘーゲル派
- カール・フリードリヒ・ゲッシェル
- ゲオルク・アンドレアス・ガプラー
- レオポルト・フォン・ヘニング
- ハインリヒ・グスタフ・ホトー
- ヘルマン・フリードリヒ・ヒンリヒス
- ハインリヒ・レオ
- カール・ダウプ

### 中央派
- ヨハン・カール・ローゼンクランツ
- ヨハン・エドゥアルト・エルトマン
- カール・ルートヴィヒ・ミヘレット
- ヴィルヘルム・ファトケ
- フィリップ・マールハイネッケ

### 青年ヘーゲル派
後に離れていった人物も含む
- ダーフィト・シュトラウス
- ブルーノ・バウアー
- マックス・シュティルナー
- ルートヴィヒ・フォイエルバッハ
- カール・マルクス
- フリードリヒ・エンゲルス
- ミハイル・バクーニン
- フェルディナント・ラッサール
- モーゼス・ヘス
- アルノルト・ルーゲ

## 19世紀後半のヘーゲル学派（第2世代）
- ヘルマン・ノール
- エドゥアルト・フォン・ハルトマン
- クーノ・フィッシャー
- ルドルフ・ハイム
- エドゥアルト・ツェラー
- マックス・シャスラー
- フリードリヒ・カール・アルベルト・シュヴェーグラー
- フリードリヒ・テオドール・フィッシャー
- カール・プランテル

## 新ヘーゲル主義（第3世代）
以下では、多かれ少なかれ新ヘーゲル主義に関係する人物を挙げるが、必ずしも新ヘーゲル主義運動のみに業績があるわけではない。ドイツ国外ならばカント研究も兼ねている場合が多かったし、ドイツ国内においても本来なら新カント派に属されるべき人物もおり、哲学他の分野にも業績のある人物や歴史学・政治学にも業績がある人物（むしろそちらの業績のほうが大きい場合もある）も含まれるので、留意されたい。

### ドイツにおける新ヘーゲル主義
- ゲオルク・ラッソン
- リヒャルト・クローナー
- ヘルマン・グロックナー
- ユリウス・ビンダー
- カール・ラーレンツ
- フランツ・ローゼンツヴァイク
- ハンス・フライヤー
- エドゥアルト・シュプランガー
- ジークフリート・マルク
- アルトゥール・リーベルト
- テオドール・リット
- マルティン・ブッセ
- テオドール・ヘリング
- オトマール・シュパン

### イタリアにおける新ヘーゲル主義
- ベネデット・クローチェ
- ジョヴァンニ・ジェンティーレ
- アウグスト・ヴェラ
- フランチェスコ・デ・サンクティス
- ベルトランド・スパヴェンタ
- アントニオ・ラブリオーラ
- ドナト・ヤーヤ
- カルロ・コスタマグナ

### オランダにおける新ヘーゲル主義
- ゲラルドゥス・ヨハネス・ボーランド
- ヤコブ・ヘーシング
- バルトゥス・ヴィゲルスマ

### イギリスにおける新ヘーゲル主義
- ジョン・マクタガート
- バーナード・ボザンケ
- ジョン・ケアード
- エドワード・ケアード - 上記ジョンとは兄弟。
- トーマス・ヒル・グリーン
- リチャード・バードン・ホールデン - ホールデン一家には、他にもヘーゲルなどの観念論研究に業績がある者が多い。
- ウィリアム・ウォレス
- ジェームス・ハチソン・スターリング
- フランシス・ハーバート・ブラッドリー
- アンドリュー・セス
- ジェームズ・セス - 上記アンドリューとは兄弟。

### フランスにおける新ヘーゲル主義
- アレクサンドル・コジェーヴ
- アレクサンドル・コイレ
- ジャン・ヴァール

### その他の地域の新ヘーゲル主義
- ヨシア・ロイス（アメリカ）
- ジョン・ワトソン（カナダ）
- ヨハン・ヤコブ・ボレリウス（スウェーデン）
- マルクス・ヤコブ・モンラッド（ノルウェー）
- ヨハン・ルズヴィ・ハイベア（デンマーク）
- アウグスト・チェスコフスキ（ポーランド）
- ボリス・ニコライエヴィチ・チチェリン（ロシア）
- ミハイル・イリン（ロシア）